# Alexander Shelley

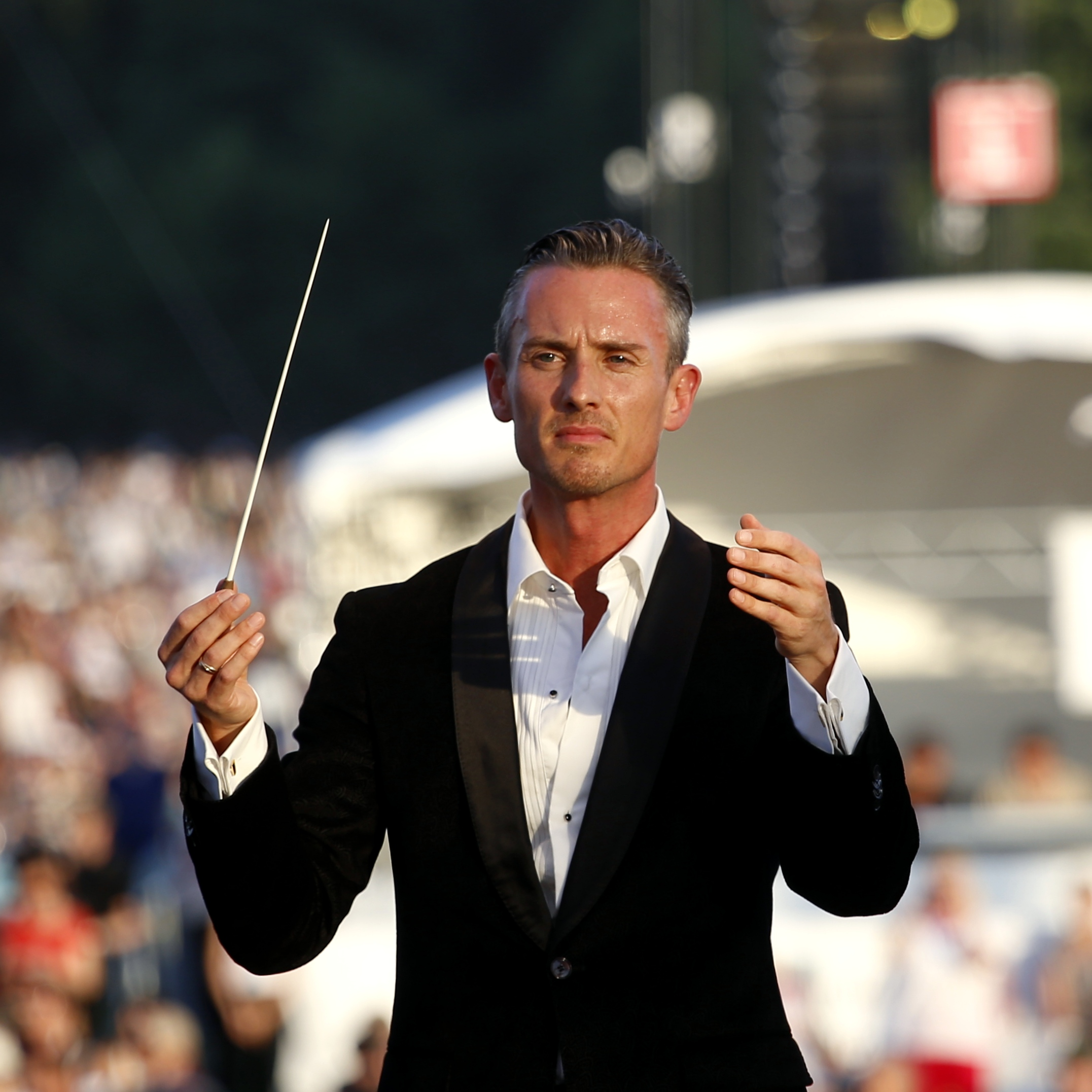
Alexander Shelley beim Klassik airleben in Leipzig, 2016

Alexander Shelley (* 8. Oktober 1979 in London) ist ein britischer Dirigent und Cellist. Seit September 2015 bekleidet Alexander Shelley die Position des Musikalischen Leiters des National Arts Centre Orchestra in Ottawa als Nachfolger von Pinchas Zukerman. Im Januar 2015 wurde er außerdem zum Ständigen Ersten Gastdirigenten des Royal Philharmonic Orchestra London ernannt. Von 2009 bis 2017 war er Chefdirigent der Nürnberger Symphoniker.

## Leben
Shelley wurde in eine musikalische Familie geboren, sein Vater ist der Dirigent und Pianist Howard Shelley, seine Mutter die Pianistin Hilary Macnamara. Er studierte zunächst Cello am Royal College of Music in London und wechselte 1998 an die Robert Schumann Hochschule in Düsseldorf. Dort setzte er sein Instrumentenstudium bei Johannes Goritzki fort und studierte darüber hinaus Dirigieren bei Thomas Gabrisch. Außerdem besuchte er Meisterklassen bei Mstislaw Rostropowitsch, János Starker und Aldo Parisot sowie eine Kompositions-Meisterklasse von George Crumb.
Im Jahr 2001 gründete Shelley in Düsseldorf das Kammerorchester Schumann Camerata. Gemeinsam mit diesem Ensemble, das er bis heute leitet, rief er 2005 die auf junges Zielpublikum zugeschnittene Konzertreihe 440Hz ins Leben. Ein ähnliches Projekt der Deutschen Kammerphilharmonie Bremen namens Zukunftslabor betreut er als künstlerischer Leiter.
Im November 2008 beriefen ihn die Nürnberger Symphoniker als Nachfolger von Bernhard Gueller zu ihrem neuen Chefdirigenten. Sein Inaugurationskonzert dirigierte er am 5. Januar 2010. Seinen ursprünglich vier Jahre laufenden Vertrag verlängerte er 2011 vorzeitig bis 2017.
In den letzten Saisons leitete er unter anderem das Royal Philharmonic Orchestra London, das Philharmonia Orchestra, die Rotterdamer Philharmoniker, die Niederländische Radiophilharmonie, das Simon Bolivar Orchestra in Venezuela und das Seattle und Houston Symphony Orchestra in den USA, das hr-Sinfonieorchester, das MDR-Sinfonieorchester, das Leipziger Gewandhausorchester, das Deutsche Symphonie-Orchester Berlin, die NDR Radiophilharmonie, das Royal Stockholm Philharmonic Orchestra, die Göteborger Symphoniker, das Schwedische Radio-Symphonieorchester, das National Arts Centre Orchestra in Ottawa, das Sapporo Symphony Orchestra, das City of Birmingham Symphony Orchestra, das Royal Liverpool Philharmonic Orchestra, das English Chamber Orchestra, das Orchestre National de Bordeaux und die Symphonieorchester von Monte Carlo, Melbourne, Malaysia, Neuseeland und Singapur sowie die Hongkong Philharmonic. Im Februar 2013 leitete er mit großem Erfolg vier Aufführungen von Verdis Requiem mit dem Mozarteumorchester Salzburg im Salzburger Haus für Mozart. 2015 debütierte Alexander Shelley bei der Tschechischen Philharmonie, beim Orchestre de la Suisse Romande und bei der Camerata Salzburg.
Nach seinem Operndebüt 2008 an der Königlichen Oper Dänemark mit Lehárs „Lustiger Witwe“ kehrte Alexander Shelley im Frühjahr 2011 für eine Neuproduktion von Gounods „Romeo und Julia“ dorthin zurück. Seine Operndirigate setzte er 2012 für die Opera Lyra am National Arts Centre in Ottawa mit „La Bohème“ fort, 2014 in Montpellier mit Mozarts „Cosí fan tutte“ und 2015 mit einer neuen Produktion von Mozarts „Figaro“ an der Opera North.
Im Januar 2013 nahm Alexander Shelley mit Daniel Hope und den Stockholmer Philharmonikern Korngolds Violinkonzert für die Deutsche Grammophon auf. 2014 spielte er beim selben Label eine Britten-Prokofjew-Dukas-CD mit dem Bundesjugendorchester ein, das Shelley auf eine Deutschland-Tournee führte. Den Höhepunkt bildeten Auftritte in der Berliner Philharmonie und im Festspielhaus Baden-Baden, wo er das Kooperationskonzert mit den Berliner Philharmonikern gemeinsam mit Simon Rattle leitete.
Mit der Deutschen Kammerphilharmonie Bremen ist Shelley durch regelmäßige, in Bremen und ganz Deutschland stattfindende Konzerte eng verbunden. Dabei fungiert er auch als Künstlerischer Leiter des „Zukunftslabors“ der Kammerphilharmonie – einer preisgekrönten Serie, die es sich zum Ziel gesetzt hat, eine dauerhafte Beziehung zwischen Orchester und einer neuen Generation von Konzertbesuchern zu entwickeln.
Seit September 2015 bekleidet Alexander Shelley die Position des Musikalischen Leiters des National Arts Centre Orchestra als Nachfolger von Pinchas Zukerman. Im Januar 2015 wurde er außerdem zum Ständigen Ersten Gastdirigenten des Royal Philharmonic Orchestra London ernannt. Mit Auslaufen seines Vertrages beendete er 2017 seine Tätigkeit bei den Nürnberger Symphonikern.

## Auszeichnungen
- Gewinner der Leeds Conductors Competition 2005[2]